# Dolny Ren (rzeka)
Dolny Ren (niderl. Nederrijn) – rzeka w południowej Holandii, w Geldrii, będąca jedną z głównych odnóg Renu i stanowiąca kontynuację kanału Pannerdens Kanaal. Rzeka rozpoczyna się w pobliżu wsi Angeren, w miejscu, gdzie Pannerdens Kanaal styka się z dawnym korytem Renu (odciętym i zastąpionym tymże kanałem w celu ułatwienia żeglugi) i płynie w kierunku zachodnim. W pobliżu miasta Arnhem od Dolnego Renu w kierunku północnym oddziela się rzeka IJssel. Za miastem Wijk bij Duurstede, gdzie od rzeki odchodzi odnoga Kromme Rijn, rzeka nosi nazwę Lek.